# The Last Alaskans
The Last Alaskans era un reality show statunitense, in onda dal 2015 al 2017.
La serie segue quattro famiglie che vivono nell'Arctic National Wildlife Refuge in Alaska. Il debutto è avvenuto su Animal Planet il 25 maggio 2015. La seconda stagione, invece, è stata trasmessa su Discovery Channel a partire dal 12 aprile 2016.
In Italia la serie è stata trasmessa da DMAX.

## Episodi
| Stagione | Episodi | Prima TV USA   | Prima TV USA    |
| Stagione | Episodi | Primo episodio | Ultimo episodio |
| -------- | ------- | -------------- | --------------- |
| 1        | 8       | 25 maggio 2015 | 12 luglio 2015  |
| 2        | 8       | 12 aprile 2016 | 31 maggio 2016  |
| 3        | 10      | 22 marzo 2017  | 17 maggio 2017  |
| 4        | 10      |                |                 |

### Stagione 1 (2015)
| N.globale | N. nella stagione | Titolo originale      | Titolo italiano         | Prima TV USA   | Prima TV Italia | Spettatori USA (milionI) |
| --------- | ----------------- | --------------------- | ----------------------- | -------------- | --------------- | ------------------------ |
| 1         | 1                 | No Man's Land         | Terra di nessuno        | 25 maggio 2015 | 15 aprile 2016  | N/A                      |
| 2         | 2                 | The Hunted            | La caccia               | 31 maggio 2015 | 15 aprile 2016  | N/A                      |
| 3         | 3                 | Winter Is Coming      | L'inverno sta arrivando | 7 giugno 2015  | 22 aprile 2016  | N/A                      |
| 4         | 4                 | Everything Is Hungry  | Tutti sono affamati     | 14 giugno 2015 | 6 maggio 2016   | N/A                      |
| 5         | 5                 | The Last Sunset       | L'ultimo tramonto       | 21 giugno 2015 | 6 maggio 2016   | N/A                      |
| 6         | 6                 | Into the Darkness     | Nell'oscurità           | 28 giugno 2015 | 13 maggio 2016  | N/A                      |
| 7         | 7                 | Nothing Lasts Forever | Niente dura per sempre  | 5 luglio 2015  | 20 maggio 2016  | N/A                      |
| 8         | 8                 | The End of Darkness   | La fine del buio        | 12 luglio 2015 | 27 maggio 2016  | N/A                      |

### Stagione 2 (2016)
| N.globale | N. nella stagione | Titolo originale            | Titolo italiano           | Prima TV USA     | Prima TV Italia   | Spettatori USA (milionI) |
| --------- | ----------------- | --------------------------- | ------------------------- | ---------------- | ----------------- | ------------------------ |
|           | 0                 | Holiday Memories            |                           | 15 dicembre 2015 |                   |                          |
|           | 0                 | The Last Alaskans Look Back |                           | 10 aprile 2016   |                   |                          |
| 9         | 1                 | Home Again                  | Ancora a casa             | 12 aprile 2016   | 15 settembre 2016 | N/A                      |
| 10        | 2                 | Only The Strong             | Solo il più fortie        | 19 aprile 2016   | 22 settembre 2016 | N/A                      |
| 11        | 3                 | Survival Mode               | Modalità di sopravvivenza | 26 aprile 2016   | 29 settembre 2016 | N/A                      |
| 12        | 4                 | Alone                       | Da solo                   | 3 maggio 2016    | 6 ottobre 2016    | N/A                      |
| 13        | 5                 | Winter's Edge               | L'arrivo dell'inverno     | 10 maggio 2016   | 13 ottobre 2016   | N/A                      |
| 14        | 6                 | On Thin Ice                 | Ghiaccio sottile          | 17 maggio 2016   | 20 ottobre 2016   | N/A                      |
| 15        | 7                 | Dark Winter                 | Inverno buio              | 24 maggio 2016   | 28 ottobre 2016   | N/A                      |
| 16        | 8                 | Fire and Ice                | Fuoco e ghiaccio          | 31 maggio 2016   | 4 novembre 2016   | N/A                      |

### Stagione 3 (2017)
| N.globale | N. nella stagione | Titolo originale     | Titolo italiano           | Prima TV USA   | Prima TV Italia   | Spettatori USA (milionI) |
| --------- | ----------------- | -------------------- | ------------------------- | -------------- | ----------------- | ------------------------ |
| 17        | 1                 | Winter's Dawn        | L'alba dell'inverno       | 22 marzo 2017  | 15 settembre 2017 | 1.46                     |
| 18        | 2                 | A Taste of Freedom   | Assaggio di libertà       | 29 marzo 2017  | 15 settembre 2017 | 1.30                     |
| 19        | 3                 | Legacy in Danger     | Eredità in pericolo       | 5 aprile 2017  | 22 settembre 2017 | 1.42                     |
| 20        | 4                 | Bear Intruder        | Intruso                   | 12 aprile 2017 | 29 settembre 2017 | 1.63                     |
| 21        | 5                 | Killer Instinct      | Istinto killer            | 19 aprile 2017 | 6 ottobre 2017    | 1.59                     |
| 22        | 6                 | Spirit of the Hunter | Lo spirito del cacciatore | 26 aprile 2017 | 6 ottobre 2017    | 1.54                     |
| 23        | 7                 | Pray for Snow        | La neve                   | 3 maggio 2017  | 13 ottobre 2017   | 1.39                     |
| 24        | 8                 | Race Against the Sun | Corsa contro il Sole      | 10 maggio 2017 | 13 ottobre 2017   | 1.41                     |
| 25        | 9                 | The Great Unknown    | Cuore selvaggio           | 17 maggio 2017 | 20 ottobre 2017   | 1.33                     |
| 26        | 10                | Circle of Life       | Il cerchio della vita     | 17 maggio 2017 | 20 ottobre 2017   | 1.33                     |

### Stagione 4 (2018)
| N.globale | N. nella stagione | Titolo originale       | Titolo italiano   | Prima TV USA     | Prima TV Italia |
| --------- | ----------------- | ---------------------- | ----------------- | ---------------- | --------------- |
|           | 1                 | Hit the Ground Hunting | Pericolo Incendio | 25 novembre 2018 | 1 gennaio 2019  |
|           | 2                 |                        |                   |                  |                 |
|           | 3                 |                        |                   |                  |                 |
|           | 4                 |                        |                   |                  |                 |
|           | 5                 |                        |                   |                  |                 |
|           | 6                 |                        |                   |                  |                 |
|           | 7                 |                        |                   |                  |                 |
|           | 8                 |                        |                   |                  |                 |
|           | 9                 |                        |                   |                  |                 |
|           | 10                |                        |                   |                  |                 |